# サンフランシスコ・オペラ

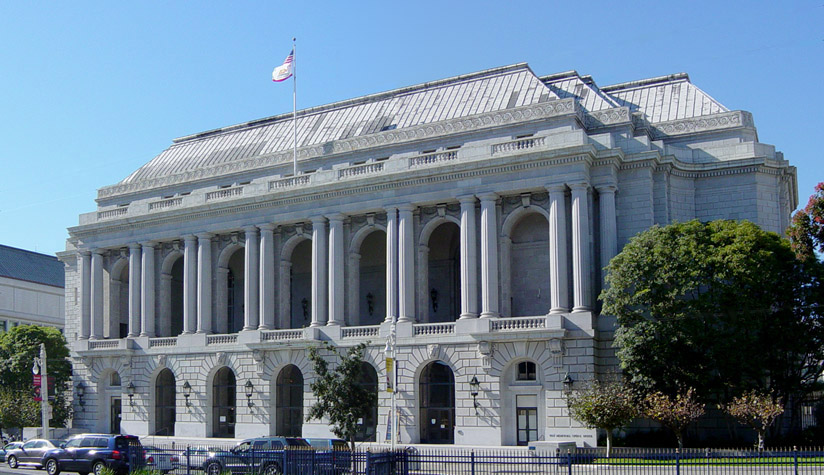
サンフランシスコ戦争記念オペラハウス

サンフランシスコ・オペラ（英語：San Francisco Opera、SFO）は、アメリカ合衆国カリフォルニア州のサンフランシスコを拠点とするアメリカのオペラ団体。ガエターノ・メローラ（1881年 - 1953年）が1923年に設立した。 

## 歴史

### ガエターノ・メローラ（1923－1953）
サンフランシスコ・オペラの最初の公演は、1923年9月26日、同市の市民公会堂で行われたメローラ指揮、クィーナ・マリオとジョヴァンニ・マルティネッリによるプッチーニ『ラ・ボエーム』である。メローラは1906年に初めてサンフランシスコを訪れて以来、サンフランシスコ・ベイエリアでオペラとの関わりを続けていた。 
メローラは、ゴールドラッシュの時代からサンフランシスコに来ていた客演団体に頼らずに、この街がフルタイムのオペラ組織を維持できると確信し、1922年にこの団体を設立した。実際、メローラが指揮者として最初にサンフランシスコを訪れたのは、1909年にモントリオールのインターナショナル・オペラ・カンパニーの指揮者として、いくつかの団体を指揮した時であった。その後10年間にわたって訪問を続けたことで、サンフランシスコの団体が実現可能であると確信したメローラは、1921年にオリバー・スタイン夫人の庇護の下、サンフランシスコで生活した。 
1921年秋までに、彼は最初のシーズンを計画していたが、1922年6月3日、スタンフォード大学のフットボールスタジアムで、『道化師』のジョヴァンニ・マルティネッリなどのスター歌手たちを集め、『カルメン』、『ファウスト』などを付け足した上演が行われた。この5日間のシーズンは、話題となり批評家の支持を得て成功を収めたが、経済的には成功しなかった。メローラは、より強固な財政基盤が必要であると確信し、1923年秋に市民公会堂で上演されるオペラのシーズンに向けて資金調達に着手した。市のエリート以上の人々にアピールしたメローラは、多くの「創立メンバー」から50ドルずつの寄付金を2441ドル集めた。 
『ラ・ボエーム』の開幕後、1923/1924年の第1シーズンには、ジョルダーノ『アンドレア・シェニエ』（ベニャミーノ・ジーリと共演）、ボーイト『メフィストーフェレ』（再びジーリと共演）、プッチーニ『トスカ』（ジュゼッペ・デ・ルカ、マルティネッリと共演）、ヴェルディ『リゴレット』（クィーナ・マリオ、デ・ルカ、ジーリと共演）などが上演された。国際オペラ・シーズンが開始され、その後もイタリアのオペラを中心に幅広いオペラが上演されたが、その多くは2ヶ月以内のシーズンに1回か2回、時には9月1ヶ月のみしか上演されなかった。 
開幕から9年間の間に、サンフランシスコ戦争記念オペラハウスが構想された。建物はサンフランシスコ市庁舎やコイトタワーを手がけた建築家アーサー・ブラウン・ジュニアが設計した。 

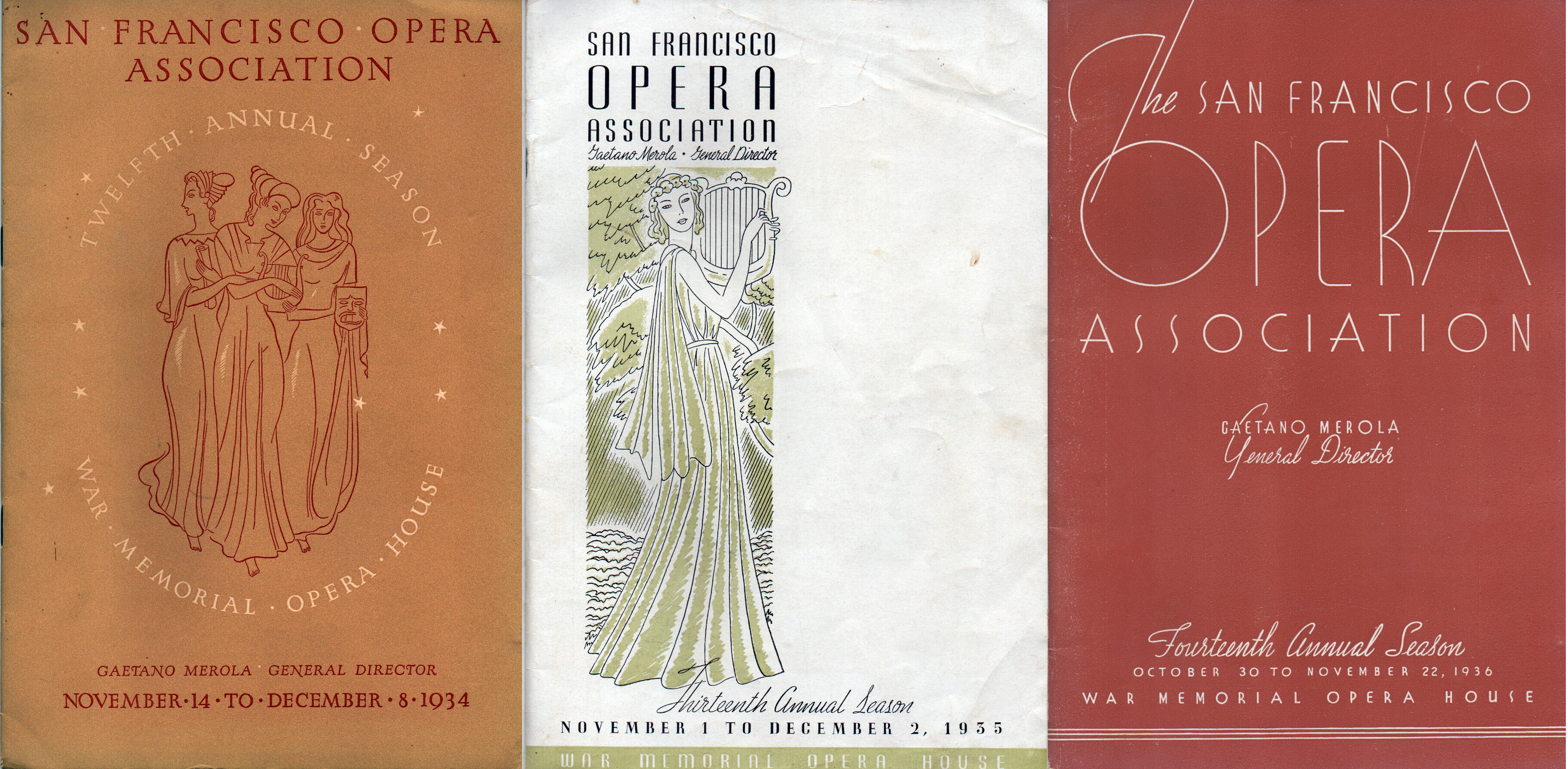
サンフランシスコ・オペラのプログラム 1934〜36年

1932年10月15日に、クラウディア・ムツィオがタイトルロールを演じた『トスカ』を上演し、新オペラ・ハウスは開場した。メローラが総監督を務めたその後の30年間の特徴は、「世界の偉大な歌手たちが定期的にサンフランシスコに来て、短い上演期間と国を跨ぐ長い移動時間を考慮して、しばしば複数の役を演じた」ということであった（チャットフィールド＝テイラーも指摘している）。 
メローラの在任中の他の特徴としては、当時は正式な訓練プログラムがなかったにもかかわらず、アメリカの若い歌手にチャンスが与えられたことや、1937年から1965年にかけてSFOがロサンゼルスに定期的にツアーを行い、シーズンを11月まで延長したことなどが挙げられる。しかしながら、メローラの死後しばらくは、サンフランシスコのメイン・シーズンが10月下旬を超えることはほとんどなかった。メローラは1953年8月30日、スターン・グローブで野外コンサートを指揮している最中に亡くなった。 
エドウィン・マッカーサーはサンフランシスコ・オペラ・オーケストラを率いて、1930年代後半にRCAビクターのためにSPレコードの録音をいくつか行った。ソプラノのキルステン・フラグスタートの演奏を含んだものもある。これらのいくつかは後にRCAからLPとCDで再発売された。 
この時期の全作品の抜粋は、1941年頃からカリフォルニア州、オレゴン州、ワシントン州、アイダホ州、ブリティッシュコロンビア州のラジオ局約30局で放送されていた。

### カート・ハーバート・アドラー（1953–1981）
カート・ハーバート・アドラー（1905-1988）は、オーストリア、ドイツ、イタリアで音楽と演劇の多くの面での初期の経験と訓練を経て、1938年に米国に来た。5年間、シカゴ・オペラ・カンパニーの合唱団の設立に尽力した。メローラは彼のことを聞きつけ、電話で1943年にサンフランシスコ・オペラに合唱指導者として招いた。 

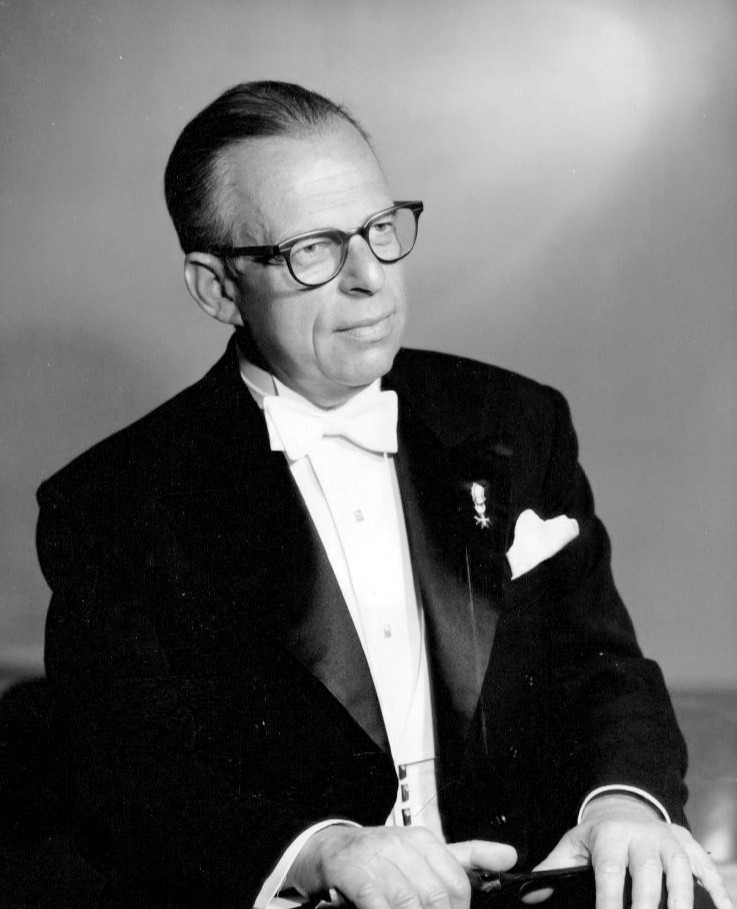
カート・ハーバート・アドラー（1966年）

アドラーはしばしば、仕事をするのが難しく、時には暴君的な人物とみなされていた。しかし、チャットフィールド＝テイラーが指摘するように、「歌手、指揮者、演出家、デザイナーはシーズンごとに戻ってきた。彼らが戻ってきたのは、アドラーがSFOを国際的に尊敬される団体にしてくれたからであり、その団体は高いレベルのプロ意識を持って運営されており、温かくて相互援助的な雰囲気の中で面白い仕事をさせてくれたからだ」。新しい刺激的な挑戦を受け入れた人たちには、ウェールズのバリトンのジェレイン・エヴァンス、レオンティン・プライス、ルチアーノ・パヴァロッティなどがいた。 
メローラの健康と体力が衰えていく中で、アドラーはより詳細な管理業務を担当するようになってきたが、1953年にメローラが亡くなった時、アドラーはメローラの後任としては自然な選択ではなかった。3ヶ月間芸術監督を務めた後、理事長のロバート・ワット・ミラーの協力を得て、アドラーが総監督に就任した。 
アドラーの目的
アドラーが団体を継承した目的はいくつかあった。一つは、メローラの時代にはレイバー・デー（9月の第1月曜日）の後の金曜日から11月初旬（メトロポリタン・オペラのシーズンが始まる頃）までだったシーズンを拡大して、14のオペラを2 - 3公演ずつ上演して歌手の空き時間を有効利用しようというものであった。最終的には、1961年のSFOシーズンに見られるように、11のオペラを平均して5 - 6回の公演を行い、シーズンは11月下旬まで続いている。 
もう一つの目的は、新しい才能を紹介することであり、そのために、アメリカ人、ヨーロッパ人を問わず、メジャー、マイナー両方のオペラハウスの公演に参加し、新進気鋭の歌手を探し続けた。彼はラジオでレオンティン・プライスを聴き、1957年のプーランク『カルメル派修道女の対話』への出演を依頼した。それゆえ彼女はメジャー・オペラの初舞台を踏むことになった。同じシーズンの少し後には、彼女はアントニエッタ・ステッラの後任としてアイーダ役への階段を急遽登ることとなり、この役は彼女に長年にわたる国際的に高い評価をもたらした。 
第三に、アドラー時代の特徴として、作品の演劇的・演劇的要素を強化するために、オペラ演出家とのつながりをより強め発展させようとしたことが挙げられる。この点では、1957年にSFOとの提携を開始し、しばしば論争の的となった演出家でありデザイナーでもあるジャン＝ピエール・ポネルとの長い関係が大きな支えとなっている。 
メローラ・オペラ・プログラム
アドラーが行ったいくつかの革新には、メローラ・オペラ・プログラム（初代総監督にちなんで名付けられた）もある。このプログラムは1954/1955年シーズンに始まり、1957年に現在の名前になった。現在では、毎年約23名の才能ある歌手、4名の見習いコーチ、1名の見習い演出家が、夏の11週間、定評のあるプロによるマスタークラスに参加し、勉強、指導、参加するという貴重な機会となっている。多くの人材が国際的なキャリアを歩んでおり、その中にはキャロル・ヴァネスやトーマス・ハンプソンも含まれている。日本人では藤田雅がオペラコーチ／ピアニストを務めている。 
公園でのオペラ
もう一つの革新は「公演でのオペラ」で、1971年から毎年秋のシーズン開幕の次の日曜日にゴールデンゲートパークで無料のコンサートが開催されている。このイベントでは、サンフランシスコ・オペラ・オーケストラとのフル・コンサートでオープニング・ウィークエンドのアーティストが特集される。このイベントは一般公開されており、約30,000人の聴衆を集めている。このコンサートは、非営利団体であるサンフランシスコ・パークス・トラストとサンフランシスコ・クロニクル・チャリティーズと共同で開催されている。 
団体の成功
1970年代になると、この団体は大成功を収め、国際的に有名な歌手による「最高傑作」を観客に提供していたが、アドラーはしばしば無名の歌手をアメリカデビューさせたり、病気の歌手の代わりに有名な歌手がサプライズで登場したりして、オペラにはエキサイティングな夜があった。例えば、『オテロ』のオープニングの夜、不調のカルロ・コッスッタの代わりにプラシド・ドミンゴが予告なしにニューヨークからサンフランシスコにー終演の3時間後ー飛んできたことや、『アイーダ』役のマーガレット・プライスの代わりにレオンティン・プライスが土壇場で代役を務めたことなどが挙げられる。 
1971年から1979年まで、サンフランシスコの放送局KKHIは金曜日の夜にオペラの定期公演をAMとFMで放送していた（4チャンネルのマルチプレックス・ステレオ）。放送の司会はスコット・ビーチやフレッド・チェリーなどの著名なアナウンサーが務めた。 
1972年の夏、サンフランシスコ・オペラは創立50周年を記念して、シグムント・スターン・グローブで無料の特別コンサートを開催した。プログラムのほとんどをアドラーが指揮し、その歴史を飾った多くの歌手たちの演奏が披露された。伝説のテノール、ラウリッツ・メルヒオールは、ヨハン・シュトラウス1世の有名なラデツキー行進曲を歌唱ではなくオーケストラを指揮し、これが彼の最後の出演と思われる。午後のプログラムのハイライトは、ソプラノのリチア・アルバネーゼとテノールのフレデリック・ジャーグルによる『蝶々夫人』の愛の二重唱の感動的な演奏であった。 
アドラーは1981年12月15日に引退した。 

### テレンス・マッキューウェン（1982–1988）
1979年6月にアドラーの引退が発表され、後任にはテレンス・A・マッキューウェン（1929-1998）が選ばれた。カナダのモントリオールで育ったマッキューウェンは、幼い頃からオペラに親しみ、メトロポリタン放送を聴き、14歳の時には冬休みにニューヨークに行き、ビドゥ・サヤンやユッシ・ビョルリングの『リゴレット』など、お気に入りのオペラをいくつか聴いた。歌手としてのサヤンは永遠に彼の情熱の対象となり、モントリオールの『マノン』公演でサヤンを見たことで、その情熱はさらに強まった。 
オペラ全般への情熱がきっかけで、ロンドンのロイヤル・オペラ・ハウスに導かれ、その街のデッカ・レコードで低賃金の仕事に就いた。1950年代に出世し、1959年にはニューヨークに着任し、その後20年間、デッカのクラシック部門であるロンドン・レコードをアメリカで最も重要なクラシック・レーベルに育て上げた。 
アドラーにサンフランシスコのオペラの仕事を打診された後、1980年にサンフランシスコに移り住み、オペラ団体の運営の勉強に没頭した。1982年1月からマッキューウェンがSFOを運営した。 
オペラと人間の声の不思議を理解してきた彼の専門知識と経歴を考えれば、彼の初期のアプローチが演劇的なものから離れ、歌手に焦点を当てたものであったことは驚くことではない。1983年夏と1984年秋のシーズンに始まった『リング・サイクル』は、1985年6月に全編が上演されたが、マッキューウェンは彼の優先順位がどこに置かれているのかを示していた。世界最高の歌手を雇うことに重点を置いていたのである。 
時代の経済状況への対応として、1982年にマッキューウェンは、多数の提携教育・訓練プログラムの運営と管理を統括・統合するために「サンフランシスコ・オペラ・センター」を設立した。サンフランシスコ・オペラ・センターは、若い芸術家に一連の公演と学習の機会を提供するために、「メローラ・オペラ・プログラム」、「アドラー・フェローシップ・プログラム」、「ショーケース・シリーズ」、「ブラウン・バッグ・オペラ」、「オペラ・センター・シンガーズ」、「シュワバッハー・リサイタル」、そして様々な教育プログラムを提供している。若い歌手たちに過去の偉大な声を紹介し、リハーサルに招待し、現在の作品のチケットを提供することで、マッキューウェンは秋のレギュラーシーズンに出演できる欠点のない演奏家を育てることを願っていた。 
この点で彼が成功を収めたのは、ネバダ州出身のメゾソプラノ歌手ドローラ・ザジックだった。彼女と様々な段階のトレーニングで「手を握る」ことで、1986年夏シーズンのヴェルディ『イル・トロヴァトーレ』のアズチェーナ役に仕立て上げ、大絶賛を博した。 
1983年秋のシーズンには、『椿姫』の学生・家族向けマチネー公演に字幕が付けられた。これは、舞台上のアクションと同時にプロセニアムに映し出されるリブレットの英訳である。これが好評を博したことから、その後のシーズンでは導入回数を増やしていった。現在では、サンフランシスコ・オペラの全公演で字幕が使用されているほか、SFOでは国際的に他のオペラ団体にも字幕を貸し出している。 
1986年、ジョン・プリッチャード卿が音楽監督に任命され、1989年まで務めた。 
1988年2月8日、マッキューウェンは辞任を発表した。翌日、彼のメンターであったアドラーは亡くなった。 

### ロトフィ・マンスーリ（1988–2001）
ロトフィ・マンスーリ（1929年生まれ）は、テリー・マッキューウェンが引退を発表した時にはすでに有名な存在であった。トロントのカナディアン・オペラ・カンパニーを率いていたマンスーリは、ロサンゼルスで医学教育を受けていたが、UCLAのオペラ・ワークショップで若いテノールとして活躍した後、すべてを断念し、オペラに専念した。 
早くも1962年、マンスーリはロサンゼルスで演出家としての仕事を見つけ、チューリッヒ歌劇場の専属舞台監督に就任していた。アドラーは彼の仕事ぶりを見に来て、1963年のシーズンに6つのオペラの演出を依頼した。総監督に就任するまでに、彼はSFOのために60本のオペラを演出し、他にも多くのオペラを演出した。 
1975年までにはカナディアン・オペラ・カンパニーのディレクターを務め、1983年には革命的な字幕を導入した。マンスーリは、字幕の効果について、「観客がより演奏に没頭できるようになる」と感じていた。これはオペラの世界を一変させた。 
マンスーリはSFOのレパートリーに多くの新しいオペラを導入した。その中には、多くのロシアのオペラが含まれ、プロコフィエフ『戦争と平和』をヴァレリー・ゲルギエフが指揮し、キーロフ歌劇場との強固な結びつきを確立したことがハイライトであった。また、ロッシーニ『ウィリアム・テル』やヴェルディ『シチリアの晩鐘』も上演された。 
マンスーリの功績の一つは、1989年10月の地震後のオペラハウスの再建と改修を監督したことである。サンフランシスコの戦争記念オペラハウスは、1995年秋シーズンの終わりに「21ヶ月間、8,850万ドルの改修工事」のために閉館した後、1997年9月5日にサンフランシスコ・オペラの75周年を記念したガラコンサートで再オープンした。このコンサートには、過去、現在、未来の偉大なオペラ歌手が出演した。プロジェクトには、1989年のロマ・プリータ地震による被害の修復、観客と出演者のための改善、耐震補強、そして65年の歴史を持つオペラハウスを磨き上げるための大掃除が含まれていた。 
ドナルド・ラニクルズは1990年に音楽監督およびSFOの主任指揮者に指名され、1992年にその職に就いた。 
1992年11月、マンスーリは「パシフィック・ヴィジョンズ」を導入した。これは、新しい委員会と珍しいレパートリーの上演を通じてオペラのレパートリーの活力を維持することを目的とした意欲的なプログラムであった。それは、以下のオペラを委嘱してスタートした。 
- 『危険な関係（英語版）（The Dangerous Liaisons）』作曲コンラッド・スーザ（英語版）、脚本フィリップ・リッテルによる。1994年秋シーズンに世界初演され、アメリカ中でテレビ放送された。出演はルネ・フレミング、フレデリカ・フォン・シュターデ、トーマス・ハンプソン。
- 『ハーヴェイ・ミルク（英語版）（Harvey Milk）』作曲スチュワート・ウォレス（英語版）、マイケル・コリー（英語版）の台本による。1996年にSFO、ヒューストン・グランド・オペラ（英語版）、ニューヨーク・シティ・オペラの共同委嘱・共同製作で上演された。出演は、ダン・ホワイト役のレイモンド・ヴェリー、ハーヴェイ・ミルク役のロバート・オース、モスコーネ市長役のギドン・サックス。
- 『欲望という名の電車（英語版）』は、テネシー・ウィリアムズの戯曲をフィリップ・リッテルの台本でアンドレ・プレヴィンが作曲した作品で、1998-1999年秋シーズンに初演された。出演は、ブランシュ・デュボア役のルネ・フレミング、ステラ役のエリザベス・フュートラル（英語版）、スタンリー・コワルスキー役のバリトンのロッド・ギルフリー（英語版）、ミッチ役のテノールのアンソニー・ディーン・グリフィー（英語版）など。
- 『デッドマン・ウォーキング（英語版）』ヘレン・プレジャン（英語版）の著書をテレンス・マクナリー（英語版）が台本にして、ジェイク・ヘギー（英語版）が作曲した作品。2000年10月に初演された。シスター・ヘレン・プレジャン役のスーザン・グラハム（英語版）、ジョー役のジョン・パッカード、パトリック・デ・ローシェ夫人役のフレデリカ・フォン・シュターデなど。
- 『クリングホファーの死（英語版））』（サンフランシスコ・オペラ、ブリュッセルのモネ劇場、リヨン歌劇場、ロサンゼルス・フェスティバル、グラインドボーン音楽祭、ブルックリン・アカデミー・オブ・ミュージック（英語版）との共同委嘱）。1992年にジョン・アダムズが作曲した。ジャニス・フェルティ（英語版）が3役、大尉役のジェームス・マッダレーナ（英語版）、副官役のトーマス・ハモンズが出演している。

サンフランシスコ・クロニクル紙は、SFOでの彼の数年間を総括して次のように述べている「彼はあえて知的で劇場通の人たちを相手にクーデターを起こしたり、一般大衆を疎外して困惑したままにしてしまう“尊ぶべき成功“には関心がなかった。マンスーリにとっては、観客が立ち上がるような成功は成功ではなかった」。 
2001年シーズンの終わりに向けて、マンスーリはSFOで14シーズン、オペラの世界で50年間勤務した後、引退を発表した。

### パメラ・ローゼンバーグ（2001–2005）
パメラ・ローゼンバーグのサンフランシスコ・オペラとの最初の出会いは、カリフォルニア大学バークレー校在学中に立ち見客として参加したことであった。ドイツでのオペラ制作、特にシュトゥットガルト歌劇場の共同制作者としての経験を経て、SFOに戻ってきた。
2001年1月、ローゼンバーグはサンフランシスコ・オペラのための初の芸術活動「オペラに生命を吹き込む（Animating Opera）」を発表した。テーマとシリーズを織り交ぜた複数年にわたる計画である。これらには以下のものが含まれている。「現代の影響力のある作品」「ファウストプロジェクト」「作曲家の肖像 ヤナーチェク/ベルリオーズ」「社会の外にいる女性たち：自分自身への法律」「メタモルフォーゼ：童話から悪夢まで」「アウトサイダーかパイオニアか？：人間の条件の本質」。 
「オペラに生命を吹き込む」の制作プログラムには、メシアン『アッシジの聖フランチェスコ』のアメリカ初演、ヴァージル・トムソン『われらすべての母（The Mother of Us All）』と同様に、2005年10月1日に初演されたジョン・アダムズとピーター・セラーズへの委嘱初演作品『原爆博士』が含まれている。他に彼女の制作によるSFOの新しいレパートリーには、ブゾーニ『ファウスト博士』、リゲティ『ル・グラン・マカブル』、ヤナーチェク『利口な女狐の物語』などがある。 
2000年のインターネット・バブル崩壊後に生じた赤字や2001年9月11日アメリカ同時多発テロ事件の芸術鑑賞への影響などを含め、彼女のSFOの経営をめぐって多くの論争が巻き起こった後、彼女は2004年には2005年末にSFOとの契約が終了した際に、契約を更新しないと発表した。 
2005年12月のサンフランシスコ・クロニクル紙のスティーブン・ウィンが指摘しているように、「770万ドルの赤字に直面し、公演は中止または延期された。野心的な演目制作の取り組みや、第二の小さな公演会場の計画は頓挫した。団体全体の削減幅は、2003年の6700万ドルの予算から14％にのぼった」 
彼は続ける「ローゼンバーグは、財政難と労務交渉に悩まされ、彼女の手に負えない問題のせいで、日常的に非難されていた。新しいオペラや珍しいオペラを好む彼女の嗜好や、ヨーロッパで鍛えられた美学は、クラシックの大胆で過激な再解釈を好むとさえ考えていたが、それが観客や寄付者を遠ざけ、団体が収益を最も必要としている時期にコストを増大させた」。 
ローゼンバーグはドイツに戻り、 サイモン・ラトル卿とベルリンフィルハーモニー管弦楽団の監督として働いた。 2004年から2007年まで、キース・サーニーはサンフランシスコ・オペラの最高財務責任者を務めた。

### デヴィッド・ゴックリー（2006–2016）
ヒューストン・グランド・オペラの33年間の監督を経て、デヴィッド・ゴックリーは2006年1月1日にSFOの総監督に就任した。1月11日に行われた2006/2007年シーズンの発表の中で、ゴックリーは「今シーズンは新しい芸術哲学に沿って、新しい視覚的アイデンティティとロゴを発表する。それは、魅力、洗練、伝統、革新、これらすべてのものが、サンフランシスコ・オペラの未来に向けた私たちの計画に浸透していると信じている」と述べた。 
2011年5月、ゴックリーの契約がSFOの2015/2016シーズンまで延長されることが発表された。2014年10月、ゴックリーが2015/2016シーズン終了時に退任することが発表された。後任は2015年9月にマシュー・シルボックと発表された。 

#### 発表されたイノベーション
今後の計画として、ゴックリーは「オペラ界の大スターたちに定期的にここで公演をしてもらいたい。これからの季節、ルネ・フレミング、アンナ・ネトレプコ、トーマス・ハンプソン、ディミトリー・ホロストフスキー、マルチェロ・ジョルダーニ、ラモン・バルガス、マルセロ・アルバレス、ファン・ディエゴ・フローレス、ベン・ヘップナー、ナタリー・デセイ、アンジェラ・ゲオルギューなど、多くの出演者を期待している。2007年には初日を予定しているが、2008年には『リング・サイクル』を開始する予定とのことで、ワーグナー愛好家の皆様にも喜んでいただけるだろう」と述べている。 
リング・サイクル
サンフランシスコ・オペラとワシントン・ナショナル・オペラは、2006年にフランチェスカ・ザンベッロ演出による新作『リング・サイクル』の共同制作を開始した。この公演では、アメリカの歴史の様々な時代のイメージが使われ、フェミニストや環境保護主義の視点を持っていた。SFOでは、2008年6月に『ラインの黄金』、2010年6月に『ワルキューレ』、2011年6月に『リング・サイクル』の全3回公演を行った。2011年6月には、ドナルド・ラニクルズが指揮を執り、マーク・デラヴァン（ヴォータン）とニーナ・ステンメ（ブリュンヒルデ）、ジェイ・ハンター・モリス（ジークフリートのタイトルロールで初出演）、イアン・ストーリー（『神々の黄昏』ジークフリートで初出演）の3つのリングが上演された。 
技術革新
2006年5月、ゴックリーはサンフランシスコのシビックセンター広場で8,000人の観衆を前に、SFOで初めての模擬放送（メインステージの『蝶々夫人』の生中継）を行った。その後、スタンフォード大学のフロスト・アンフィシアター、北カリフォルニアの4つの劇場、そしてサンフランシスコのAT&Tパークでも、模擬放送が行われた。SFOは2007年以来、9つのオペラをAT&Tパークで同時放送し、これまでに16万5千人以上のオペラファンを魅了してきた。   
オペラビジョン（戦争記念オペラハウスの至る所に設置されたスクリーンから、ステージ上のアクションをクローズアップした映像を投影するシリーズ）など、模擬放送やその他の革新的な技術は、SFOのコレット＝トゥーベ・メディア・スーツによって実現されている。2007年に完成したコレット＝トゥーベ・メディア・スーツは、同団体のウェブサイトによると、アメリカのオペラハウスに常設された初の高精細放送規格のビデオ制作施設だという。 
2007年、サンフランシスコ・オペラは国内および国際ラジオでの定期放送に戻った。12月には全米で4つのオペラを映画館で上演することを発表した。2008年の4作品の映画館での上演に続き、サンフランシスコ・オペラはこの4作品を使って「グランド・オペラ・シネマ・シリーズ」を創設し、舞台芸術センター、劇場、大学などで上演することにした。2008年からは「グランド・オペラ・シネマ・シリーズ」にさらに8作品を追加し、KQED-TVでホストのリタ・モレノとジョアン・チェンと共に放映している。

#### ゴックリー配下の音楽監督と指揮者
2006年9月には、ゴックリーとの相互合意により、ドナルド・ラニクルズが2009年に音楽監督の任期を終了することが発表され、報道された。しかし、SFOとの関係は維持しており、2010/2011年の『ニーベルンゲンの指環』や2015年のベルリオーズ『トロイアの人々』などを指揮している。 
2007年1月9日、SFOは3人目の音楽監督にイタリア人指揮者のニコラ・ルイゾッティを迎え、2009/2010シーズンから5年間の契約を結ぶことを発表した。ルイゾッティは、2005年にヴェルディ『運命の力』でSFOにデビューし、2008年には『ラ・ボエーム』を指揮した後、音楽監督に就任している。SFOの2009年9月のプログラム・マガジンで、デイヴィッド・ゴックリーは、ルイゾッティを音楽監督に迎えることは、「サンフランシスコ・オペラが生まれながらにして持っているコアなイタリアのレパートリーの復活」という彼の目標の大きな部分を占めていると記している。またゴックリーは、ルイゾッティは2009年からリヒャルト・シュトラウス『サロメ』、ワーグナー『ローエングリン』、ビゼー『カルメン』などイタリア以外のオペラを各シーズンに3 - 4回指揮すると述べている。   
2009年1月、ゴックリーはパトリック・サマーズを首席客演指揮者に再任し、ジュゼッペ・フィンツィを新たな音楽監督補佐に任命することを発表した。フィンツィは2011年にSFOの専属指揮者に任命された。 

#### プログラミング
サンフランシスコ・オペラは、2011/2012シーズンに向けてジョン・アダムズの『中国のニクソン』をプログラムに入れた。 
サンフランシスコ・オペラは、デビッド・ゴックリーの在任中にいくつかの世界初演を行ってきた。これまでに、2007年にフィリップ・グラス作曲・クリストファー・ハンプトン台本の『アポマトックス（Appomattox）』、2008年のスチュワート・ウォレス作曲・エイミ・タン台本の『ボーンセッターの娘』、そして、2011年のクリストファー・テオファニディス作曲・ドナ・ディ・ノヴェッリ台本の『兵士のハート（Heart of a Soldier）』。2013年には3作の世界初演を行っている。フランシス・ホジソン・バーネットの児童文学に基づいた（そしてUCバークレーのカルパフォーマンスと合わせて上演された）ノーラン・ガッサー作曲・キャリーハリソン台本『秘密の花園』。マーク・アダモ『マグダラのマリアの福音書』。トビアス・ピッカー作曲・J.D.マックラッチ台本『ドロレス・クレイボーン（Dolores Claiborne）』は、スティーヴン・キングの小説に基づいている。2015年夏には、アルベルト・モラヴィアの同名小説を原作としたマルコ・トゥティーノ作曲・ルカ・ロッシに基づく『ラ・チオチアーラ（La Ciociara）』の世界初演が行われた。 
サンフランシスコ・オペラの最近の作品では、18世紀の清朝時代の作家、曹雪芹の同名の作品を基に、2016年秋にブライト・シェン作曲・デイヴィッド・ヘンリー・ウォン台本による『紅楼夢』が取り上げられている。

#### ウィルシー・センター・フォー・オペラ
サンフランシスコに散在する様々なオフィスや仕事場を統合するため、2015年に建物の改修が完了すると、SFOはウォーメモリアル・オペラハウスの4階を引き継ぐことになった。これを実現するために、SFOは2011年に新スペースの様々な場所に寄付者の名前を付けるキャンペーンを開始した。サンフランシスコの慈善家であるディード・ウィルシーは500万ドルの寄付を約束しており、施設全体はウィルシー・センター・フォー・オペラと呼ばれることになった。サンフランシスコの建築会社マーク・カヴァグネロ・アソシエイツが設計したこのセンターには、オフィススペースとともに衣装保管室、リハーサル・役員会・社交行事のための2つの多目的室、そして299席の公演会場が設けられた。

## 参照
脚注
1. 1 2  この建物で、第二次大戦後の日本国との平和条約（通称「サンフランシスコ平和条約」）が調印された。
2. 1 2  Chatfield-Taylor, p. ??
3. ↑  Joshua Kosman (2001年8月5日). “Two views of Mansouri's S.F. era: Opera director was gambling man”. San Francisco Chronicle 2007年8月10日閲覧。
4. ↑  Judy Richter (1997年9月). “San Francisco Opera's 75th Anniversary Gala”. Opera Glass 2007年8月10日閲覧。
5. 1 2  Joshua Kosman (2006年9月16日). “Runnicles Won't Renew Contract with S.F. Opera”. San Francisco Chronicle 2007年9月10日閲覧。
6. ↑  Robins, Cynthia (2001年9月30日). “Rosenberg's in the House / Direct from Stuttgart, Pamela Rosenberg promises to bring her energy and enthusiasm to shake up S.F.'s Opera”. SFGate. 2020年8月24日閲覧。
7. ↑  Steven Winn (2005年12月7日). “Pamela Rosenberg's time at the Opera was as full of drama as any production.”. San Francisco Chronicle 2007年8月10日閲覧。
8. ↑  Kosman, Joshua (2011年5月6日). “David Gockley seeks to overhaul S.F. Opera funding”. SFGate. 2020年8月24日閲覧。
9. ↑  Cooper. “San Francisco Opera Picks Matthew Shilvock, an Insider, to be its Leader”. The New York Times. 2016年2月5日閲覧。
10. ↑  Joshua Kosman (2006年5月29日). “Gockley era starts off strong with soprano Patricia Racette flexing vocal, dramatic muscle.”. San Francisco Chronicle 2012年2月23日閲覧。
11. ↑  Kosman, Joshua (2007年5月23日). “DATE LINES / News, notes and updates from the Bay Area arts and culture scene” (英語). SFGate. 2020年8月24日閲覧。
12. 1 2 3 4 5  “Learn About the San Francisco Opera | SF Opera”. sfopera.com. 2020年8月24日閲覧。
13. ↑  Kosman, Joshua (2007年3月13日). “S.F. Opera to return to radio after 25 years” (英語). SFGate. 2020年8月24日閲覧。
14. ↑  Wakin, Daniel J. (2007年12月19日). “Met Has New Rival in Operas at Movies” (英語). The New York Times. ISSN 0362-4331 2020年8月24日閲覧。
15. ↑  “SF Sentinel”. www.sanfranciscosentinel.com. 2020年8月24日閲覧。
16. ↑  “Rita Moreno to Host KQED's San Francisco Opera Broadcasts | TheaterMania” (英語). www.theatermania.com. 2020年8月24日閲覧。
17. ↑  “San Francisco Opera appoints Nicola Luisotti as Music Director beginning in 2009–10 season” (PDF) (Press release). San Francisco Opera. 9 January 2007. 2010年1月14日時点のオリジナル (PDF)よりアーカイブ. 2007年8月8日閲覧.
18. ↑  Joshua Kosman (2007年1月10日). “Nicola Luisotti named Opera's music director, starting in 2009”. San Francisco Chronicle 2007年8月10日閲覧。
19. ↑  Sue Gilmore (2011年1月18日). “S.F. Opera finally snags John Adams' Nixon in China for its 89th season”. Contra Costa Times 2011年1月18日閲覧。
20. ↑  "Appomattox" by Anthony Tommasini, The New York Times, October 2007]
21. ↑  "3 Generations of Chinese Women Find Voice in Opera" by Anthony Tommasini, The New York Times, September 2008]
22. ↑  Ellison, Cori (2011年9月2日). “Opera Recalls A Hero’s Life, Love and Song” (英語). The New York Times. ISSN 0362-4331 2020年8月24日閲覧。
23. 1 2  Kosman, Joshua (2013年3月4日). “'Secret Garden' review: Child's delight”. SFGate. 2020年8月24日閲覧。
24. ↑  Kosman, Joshua (2013年9月19日). “Opera review: 'Dolores Claiborne'”. SFGate. 2020年8月24日閲覧。
25. ↑  “San Francisco Opera House | Buy Tickets | SF Opera”. sfopera.com. 2020年8月24日閲覧。
26. ↑  “Music News: Nov. 22, 2011” (英語). San Francisco Classical Voice. 2020年8月24日閲覧。

出典
- チャットフィールド＝テイラー,ジョアン、 サンフランシスコオペラ：最初の75年 サンフランシスコ：クロニクルブック 1997 ISBN 0-8118-1368-1